# Stazione di Ceregnano
Stazione di Ceregnano vasútállomás Olaszországban, Veneto régióban, Ceregnano településen.

## Vasútvonalak
Az állomást az alábbi vasútvonalak érintik:
- Rovigo-Chioggia-vasútvonal

## Kapcsolódó állomások
A vasútállomáshoz az alábbi állomások vannak a legközelebb: 
- Stazione di Lama (Stazione di Chioggia, Rovigo-Chioggia-vasútvonal)
- Stazione di Rovigo (Stazione di Rovigo, Rovigo-Chioggia-vasútvonal)